# Высокий перевал
«Высокий перевал» — широкоформатный художественный фильм режиссёра Владимира Денисенко по собственному сценарию, частично основанному на реальных событиях. Фильм снят киностудией им. А. Довженко, вышел в прокат в 1982 году.

## Сюжет
В основе фильма лежит история прикарпатской семьи Петрик. Мать Ярослава (Наталия Наум) — коммунистка, а муж, сын и дочь выступают на стороне ОУН-УПА. Но ненависть и вражду между своим родным сыном Юрком (Тарас Денисенко) и усыновлённым русским мальчиком Алёшей Ярослава преодолела, выстрадав их примирение всей своей жизнью.

## В ролях
- Наталия Наум — Ярослава Петрин
- Константин Степанков — Илько
- Любовь Богдан — Мирося
- Тарас Денисенко — Юрко
- Александр Денисенко — Гарвасий Доцьо
- Анатолий Барчук — Калашник
- Виктор Мирошниченко — Чалый
- Пётр Шидывар — полковник Гроза
- Василий Фущич — Август
- Михаил Голубович — лесник Сигидин
- Леонид Яновский — Набоха
- Борис Молодан — Тужиляк
- Георгий Морозюк — Юзьо
- Николай Олейник — Штефан Фотиев
- Александр Мовчан — ксёндз

## Награды
- Приз и диплом киностудии имени А.Довженко за отображение в картине борьбы украинского народа против буржуазного национализма на Всесоюзном кинофестивале в Таллине (1982 год)[3]
- Диплом за лучшую мужскую роль на МКФ «Молодость» в Киеве (Александр Денисенко, 1982 год)